# منظور بن زبان الفزاري
منظور بن زبان بن سيار بن عمرو بن عقيل بن هلال الفزاري، صحابي، وشاعر .
كان من سادات قومه، ويقال: طال حمله فولدته أمه أربع سنين .

## نسبه
- هو منظور بن زبان بن سيار بن عمرو بن جابر بن عقيل بن هلال بن سُمي بن مازن بن فزارة بن ذبيان بن ريث بن غطفان بن سعد بن قيس عيلان بن مضر بن نزار بن معد بن عدنان .
- وأمه هي قهطم بنت هاشم بن حرملة بن الأشعر بن اياس بن مريطة بن هرمة بن صرامة بن مرة بن عوف بن سعد بن ذبيان بن بغيض بن ريث بن غطفان بن سعد بن قيس عيلان بن مضر بن نزار بن معد بن عدنان .

وقدأخذ منظور بأطراف الشرف في قومه من ناحية امه وأبيه .

## نبذة
هو جد الحسن المثنى بن الحسن بن علي بن أبي طالب لأُمه، وأُم الحسن هي خولة بنت منظور، وهي أَيضًا أُم إبراهيم بن محمد بن طلحة.

## قصة نزول الآية في منظور
نزل قوله تعالى {وَلاَ تَنْكِحُوا مَا نَكَحَ آبَاؤُكُمْ مِنَ النَّسَاءِ إِلاَّ مَا قَدْ سَلَفَ } من [سورة النساء آية 22] في منظور بن زبان، حيث انه خلف على امرأة أبيه وتزوجها بعد موته، وزوجة أبيه هي مليكة بنت خارجة بن سنان المري، وكانت تُكنى أم خَوْلة، فولدت له هاشم وعبد الجبار وخولة، فبعث رسولُ الله عليه السلام خال البراء بن عازب ليقتله، فلم يَظْفَر به، بل لما بلغه أنه قصده، فهربا، فقال ابن الأثير: لو لم يكن مسلمًا لما قتله على ذلك، بل كان يقتله على الكفر. وأن أبا بكر الصديق طلبهما لما ولي الخلافة إلى أنْ وجدهما بالبحرين، فأقدمهما المدينة، وفرَّق بينهما، ولم تزل معه إلى خلافة عمر بن الخطاب؛ فرُفع أمره إلى عمر، فأحضره وسأله عما قيل فيه من شربه الخمر ونكاحه امرأة أبيه، فقال عمر: أتنكح امرأة أبيك وهي أمّك؟ أوما علمْت أن هذا نكاح المَقت، فاعترف بذلك؛ وقال: ما علمت أن هذا حرام؛ فحبسه إلى قُرب صلاة العصْرِ، ثم أحلفه أنه لم يعلم أن الله حرّم ذلك؛ فحلف أربعين يمينًا، وخلّى سبيله، وقال: لولا أنك حلفْتَ لضربْتُ عنقك، وفرقَ بينه وبين مليكة، وفي ذلك يقول الوليد بن سعيد بن الحمام المري من أبيات:
فاشتد عليه فراقها، فرآها يومًا تمشي في الطَّريق فأنشد:
وقال أيضًا:
فبلغ ذلك عمر، فطلبه ليعاقبه فهرب، وقال عمر: مَنْ يكفل هذه؟ فقال عبد الرحمن بن عوف: أنا، فأنزلها دارَه، فعرفت الدار بعد ذلك بها، فكان يقال لها دار مُليكة، وتزوجها طلحة بن عبيد الله.
وقال أبو الفَرَجِ: خطب الحسن بن علي بن أبي طالب خَوْلة بنت منظور هذا وأبوها غائب فجعلت أمْرَها بيده، فتزوَّجها فبلغه فقال: أمثلي يُفْتات عليه في ابنته؟ فقدم المدينة فركز رايةً سوداء في مسجد رسولِ الله، فلم يَبْقَ في المدينة قيسي إلا دخل تحتها؛ - يعني من قبائل قيس عيلان - فبلغ ذلك الحسن؛ فقال منظور: شأنك بها، فأخذها وخرج، فلما كان بقباء جعلت تنْدبه، وتقول: يا أبت الحسن بن علي سيِّد شباب أهل الجَنَّة! فقال: تلبثي هنا فإن كان له بكِ حاجة فسيلحقنا، قال: فأقام ذلك اليوم، فلحقه الحسن ومعه الحسين، وعبد الله بن جعفر بن أبي طالب، وعبد الله بن عباس، فزوَّجها من الحسن، ورجع بها، وهذه البنت هي التي نزلت عليها النوار زوجة الفرزدق الشاعر، أو أختها؛ وذلك أن النّوَّار فرَّتْ منه إلى ابن الزبير بمكَّة، وهو يومئذ خليفة، فقضى ابنُ الزبير للنوار على الفرزدق في قصّةٍ مذكورة .

## شعره
منظور بن زبان الفزاري شاعر مخضرم جاهلي واسلامي، ومن أشعاره :
- له يمدح قوماً:

- وقال:

- وله أيضا في زوجتة مليكة بنت خارجة:

## وفاته
قصة منظور بن زبان الفزاري مع أبي بكر الصديق وعمر بن الخطاب ثم مع الحسن بن علي بن أبي طالب تدلّ على أنه عاش إلى خلافة عثمان بن عفان، لذا جعل الزركلي وفاته نحو سنة 25 هـ الموافق نحو سنة 645 م.